# Simcityserien
Simcityserien är en dator- och TV-spelsserie, främst bestående av stadsbyggarspel. Serien har funnits sedan 1989. och har även blivit föremål för olika spinoffspel.

## Spel

### Huvudserien
| Titel           | Släppår |
| --------------- | ------- |
| Simcity         | 1989    |
| Simcity 2000    | 1993    |
| Simcity 3000    | 1999    |
| Simcity 64      | 2000    |
| Simcity DS      | 2007    |
| Simcity DS 2    | 2008    |
| Simcity Creator | 2008    |
| Simcity 4       | 2003    |
| Simcity         | 2013    |

### Expansionspaket
| Titel                       | Släppår |
| --------------------------- | ------- |
| Simcity 4: Rush Hour        | 2003    |
| SimCity: Cities of Tomorrow | 2013    |

### Fotnoter
1. ↑  ”Simcity series” (på engelska). Mobygames. 7 mars 1989. http://www.mobygames.com/game-group/simcity-series. Läst 19 april 2015.